# هلع مصرفي

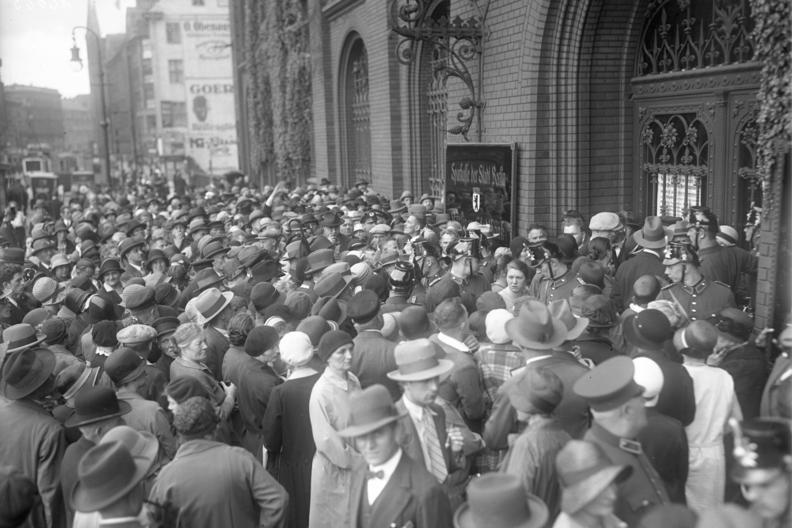
مودعون يتكالبون لسحب مدخراتهم من بنك في برلين، 13 يوليو 1931.

الهلع مصرفي يحدث عندما يقوم عدد كبير من العملاء بسحب ودائعهم من مؤسسة مالية معينة في نفس الوقت، بسبب اعتقادهم بأنها قد تواجه الإفلاس في المستقبل القريب. نتيجةً لهذا السلوك، يتولد زخماً إضافياً حيث يقوم المزيد من العملاء بسحب ودائعهم، مما يؤدي إلى توقعات متزايدة بانهيار المؤسسة. يمكن أن تؤدي هذه الديناميكية إلى مزيد من عمليات السحب، مما يهدد استقرار البنك وقد يؤدي إلى نفاد السيولة النقدية، مما يعرضه للإفلاس المفاجئ.